# Paraescarpia
Paraescarpia is een geslacht van borstelwormen uit de familie van de Siboglinidae.

## Soorten
- Paraescarpia echinospica Southward, Schulze & Tunnicliffe, 2002